# Муваталли II (царь Гургума)
Муваталли II — царь неохеттского государства Гургум, упомянутый при описании событий 858 года до н. э.
Из лувийских надписей известно, что отцом царя неохеттского государства Гургум Муваталли II был Халпарунтия I. Как отметил Т. Р. Брайс, Муваталли II стал первым царём Гургума, указанным в ассирийских летописях. Когда в самом начале своего правления царь Салманасар III предпринял первый поход на запад, Муваталли II не оказал ему сопротивления и объявил о своей покорности Ассирии, выплатив дань драгоценными металлами и домашним скотом. Также он отдал ассирийскому правителю свою дочь вместе с богатым приданым. После этого Салманасар III направился к Самалю.
Сыном и наследником Муваталли II стал Халпарунтия II.